# André de Frédol
Pour les articles homonymes, voir Frédol.
André de Frédol (ou de Frézouls), est le 33e évêque d'Uzès de 1315 à 1318 puis évêque de Maguelone jusqu'en 1328, année de sa mort.

## Biographie
À la mort de Guillaume II des Gardies, André de Frédol (chanoine de Maguelone et frère ou neveu de Bérenger de Frédol, évêque de Tusculum, seigneur de Lédenon, et de Béatrix de Frédol, femme de Raymond Gaucelin Ier d'Uzès), et Guillaume III de Mandagout (neveu de Guillaume II des Gardies) se disputèrent le siège d'Uzès, et les voix du chapitre furent partagées entre les deux compétiteurs qui, après de longs débats, finirent par s'entendre.
Guillaume III de Mandagout abandonna le siège d'Uzès à André de Frédol, qui l'occupa de 1315 à 1318, et passa ensuite l'évêché de Maguelone, laissant pour successeur Guillaume III de Mandagout, son ancien adversaire.